# کوچه

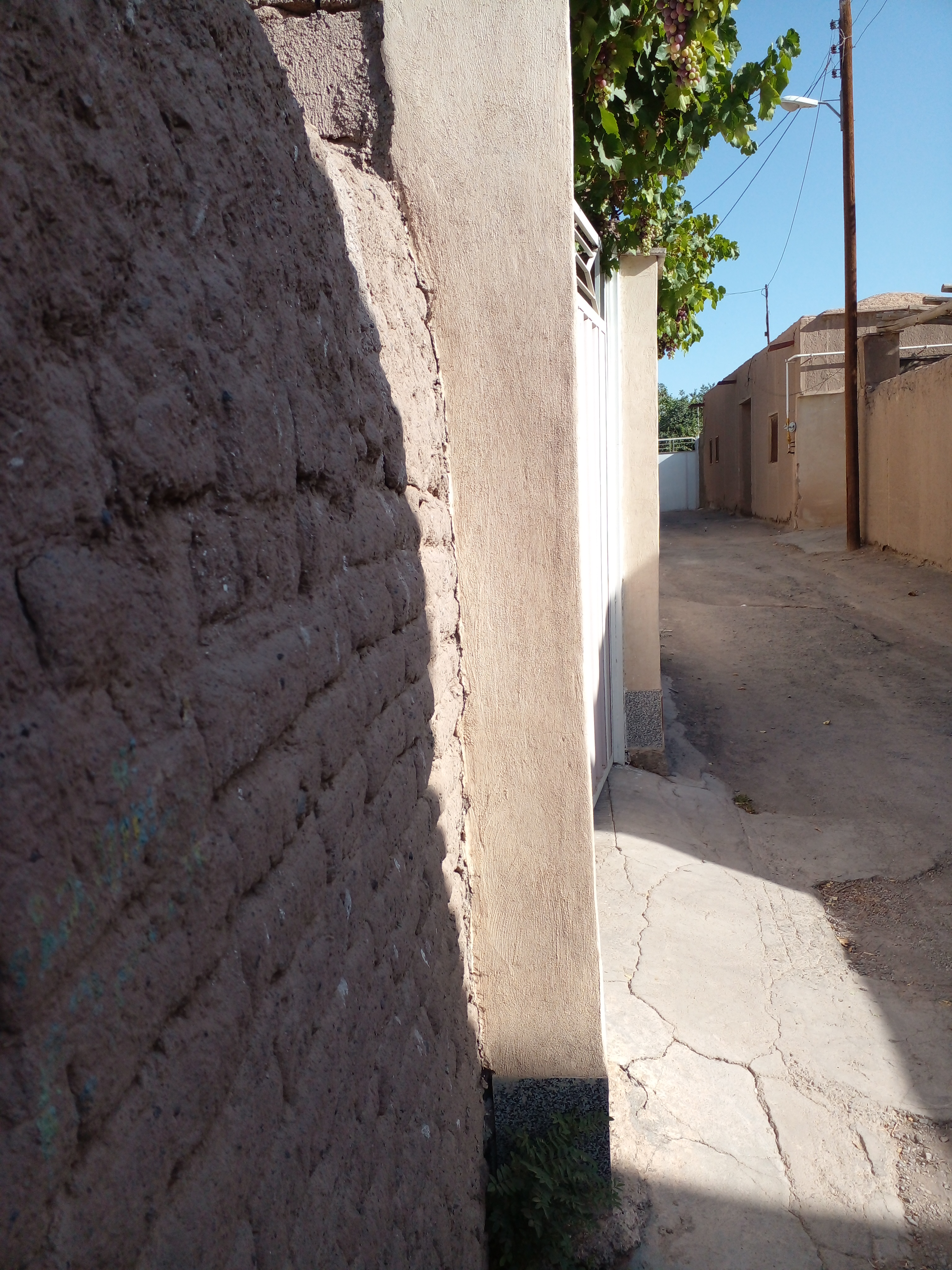
یک کوچه در شهر راین استان کرمان؛ صاحب این ساختمان(ساختمانی که نمای سیمان سفید دارد) قانون عقب‌نشینی ساختمان از کوچه را نقض کرده‌‌است و باعث شده‌است که کوچه شمارهٔ ۱۵ خیابان شریعتی واقع در شهر راین استان کرمان کم عرض شود و اضافه بر این مشکل به وجود آمده حالت قدیمی خود را نیز از دست بدهد.

کوچه گذرگاهی است که معمولاً میان یا پشت ساختمان‌ها قرار دارد.
بن‌بست کوچه‌ای است که پایانش بسته باشد. در شهرها یا شهرک‌های قدیمی، کوچه‌ها اغلب به‌جامانده از شبکهٔ خیابانی سده‌های میانه هستند یا دنبالهٔ یک راه یا پیاده‌روی کهن در یک شهر می‌باشند.
در محلّه‌های کهن شهرهای ایران، کوچه‌ها اغلب با دیوارهای بلند خشتی یا آجری و دارای سقف در فواصل گوناگون هستند که در پشت این دیوار ها زندگی میکردند

## انواع
به کوچهٔ سقف دار ساباط می‌گویند.

### کوچه‌های محلّه‌های کهن
یش از دوره مدرنیزاسیون ایران، کوچه‌های شهرهای کهن ایران با چنین مسیرهای باریک و پرپیچ و تابی آمیخته شده بود که عمدتاً با دیوارهای بلند و بالا و مصالحی چون خشت و آجر و گهگاه با سقفهایی در بازه‌های معین ساخته شده بودند.

### کوچه-باغ

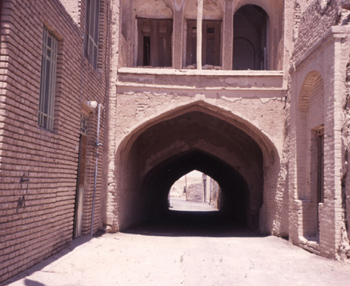
مثالی از کوچهٔ ایرانی سقف‌دار در نائین
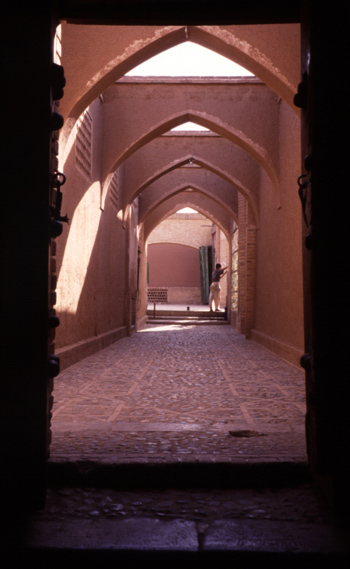
کوچه‌ای در کاشان، ورودی خانه طباطبایی، به سمت بیرون
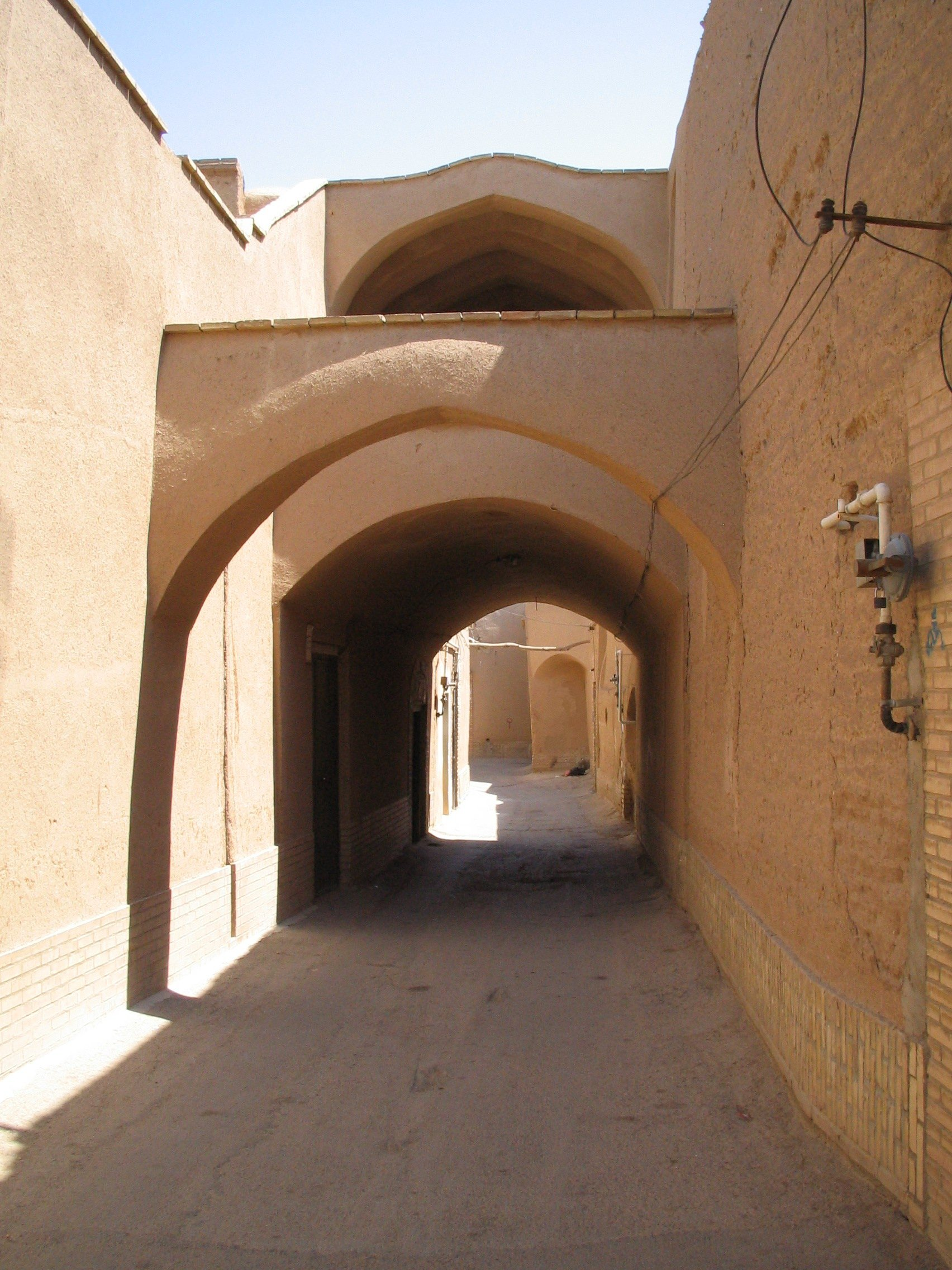
کوچه‌ای در یزد